# Ганлі-Гіллс (Міссурі)
Ганлі-Гіллс (англ. Hanley Hills) — селище (англ. village) в США, в окрузі Сент-Луїс штату Міссурі. Населення — 2009 осіб (2020).

## Географія
Ганлі-Гіллс розташоване за координатами 38°41′8″ пн. ш. 90°19′30″ зх. д. / 38.68556° пн. ш. 90.32500° зх. д. (38.685624, -90.325080).  За даними Бюро перепису населення США в 2010 році селище мало площу 0,92 км², уся площа — суходіл.

## Демографія
Згідно з переписом 2010 року, у селищі мешкала 2101 особа в 867 домогосподарствах у складі 571 родини. Густота населення становила 2272 особи/км².  Було 940 помешкань (1016/км²).
Расовий склад населення:
| - 85,3 % — чорних або афроамериканців - 12,0 % — білих - 0,4 % — азіатів - 0,1 % — корінних американців |

До двох чи більше рас належало 1,9 %. Частка іспаномовних становила 1,3 % від усіх жителів.
За віковим діапазоном населення розподілялося таким чином: 25,1 % — особи молодші 18 років, 65,7 % — особи у віці 18—64 років, 9,2 % — особи у віці 65 років та старші. Медіана віку мешканця становила 38,1 року. На 100 осіб жіночої статі у селищі припадало 80,5 чоловіків;  на 100 жінок у віці від 18 років та старших — 72,4 чоловіків також старших 18 років.
Середній дохід на одне домашнє господарство  становив 41 253 долари США (медіана — 35 028), а середній дохід на одну сім'ю — 43 705 доларів (медіана — 37 614). Медіана доходів становила 34 500 доларів для чоловіків та 31 483 долари для жінок. За межею бідності перебувало 31,3 % осіб, у тому числі 61,9 % дітей у віці до 18 років та 0,0 % осіб у віці 65 років та старших.
Цивільне працевлаштоване населення становило 964 особи. Основні галузі зайнятості: освіта, охорона здоров'я та соціальна допомога — 32,0 %, транспорт — 11,5 %, мистецтво, розваги та відпочинок — 11,2 %.